# Alytes maurus
Alytes maurus Pasteur & Bons, 1962 è un anfibio anuro appartenente alla famiglia degli Alitidi.

## Etimologia
L'epiteto specifico "maurus" è il termine latino per "moresco" che può essere generalizzato a significare "africano". Questo nome è appropriato, poiché Alytes maurus è l'unico membro unicamente africano del suo genere.

## Descrizione
Questa rana ha una testa relativamente grande, occhi grandi, pupille verticali a forma di fessura, piccole ghiandole parotide e pelle verrucosa con una fila di verruche grosse, spesso rossastre che si estendono dal timpano fino all'insezione dell'arto posteriore. Gli adulti di questa specie sono difficili da distinguere da A. obstetricans, ma i girini possono essere distinti dalla presenza di una rete pigmentata di cromatofori che segue una struttura a griglia molto sciolta e irregolare, un bordo trisegmentato scuro sulla mascella inferiore, una distanza interorbitale che è più piccola della dimensione della bocca, e una morfologia del dente che differisce da A. obstetricans.

## Distribuzione e habitat
La specie è endemica del Marocco sulle montagne del Rif e dell'Atlante.